# Bursite pré-patelar
A bursite pré-patelar é uma inflamação da bursa pré-patelar [en] na parte frontal do joelho. É marcada por inchaço no joelho, que pode ser sensível ao toque e que geralmente não restringe a amplitude de movimento do joelho. Ela pode ser extremamente dolorosa e incapacitante enquanto a condição subjacente persistir.
A bursite pré-patelar é mais comumente causada por trauma no joelho, seja por uma única ocorrência aguda ou por trauma crônico ao longo do tempo. Dessa forma, a condição geralmente ocorre em indivíduos cujas profissões exigem ajoelhamento frequente.
O diagnóstico definitivo geralmente pode ser feito após a obtenção do histórico clínico e do exame médico, embora não seja tão simples determinar se a inflamação é séptica ou não. O tratamento depende da gravidade dos sintomas, sendo que os casos leves podem exigir apenas repouso e aplicação de gelo no local. As opções para casos com sepse grave incluem antibióticos intravenosos, irrigação cirúrgica da bursa e bursectomia.

## Sinais e sintomas

Seção lateral do joelho.

O principal sintoma da bursite pré-patelar é o inchaço da área ao redor da patela. Em geral, não produz uma quantidade significativa de dor, a menos que a pressão seja aplicada diretamente. A área pode estar vermelha (eritema), quente ao toque ou cercada por celulite, principalmente se houver infecção, muitas vezes acompanhada de febre.:p. 608 Ao contrário da artrite, exceto em casos graves, a bursite pré-patelar geralmente não afeta a amplitude de movimento do joelho, embora possa causar algum desconforto na flexão completa da articulação.:p. 360 A flexão e a extensão do joelho podem ser acompanhadas de crepitação, o ranger audível de ossos, ligamentos ou partículas dentro do excesso de líquido sinovial.:p. 20

## Causas
Na anatomia humana, uma bursa é uma pequena bolsa cheia de líquido sinovial. Sua finalidade é reduzir o atrito entre estruturas adjacentes. A bursa pré-patelar é uma das várias bursas do joelho e está localizada entre a patela e a pele. A bursite pré-patelar é uma inflamação dessa bursa. As bursas são facilmente inflamadas quando irritadas, pois suas paredes são muito finas.:p. 22 Juntamente com a bursa anserina, a bursa pré-patelar é uma das bursas mais comuns que causam dor no joelho quando inflamadas.
A bursite pré-patelar é causada por um único caso de trauma agudo no joelho ou por pequenos traumas repetidos no joelho. O trauma pode causar extravasamento de fluidos próximos para a bursa, o que estimula uma resposta inflamatória. Essa resposta ocorre em duas fases: a fase vascular, na qual o fluxo sanguíneo para a área circundante aumenta, e a fase celular, na qual os leucócitos migram do sangue para a área afetada.:p. 22 Outras possíveis causas incluem gota, sarcoidose, síndrome CREST,:p. 359 diabetes mellitus, alcoolismo, uremia e doença pulmonar obstrutiva crônica.:p. 22 Alguns casos são idiopáticos, embora possam ser causados por traumas dos quais o paciente não se lembra.:pp. 607–8 
A bursa pré-patelar e a bursa do olécrano são as duas bursas com maior probabilidade de infecção ou septicemia. A bursite séptica geralmente ocorre quando o trauma no joelho causa uma abrasão, embora também seja possível que a infecção seja causada por bactérias que se deslocam pelo sangue a partir de um local de infecção preexistente. Em aproximadamente 80% dos casos sépticos, a infecção é causada por Staphylococcus aureus; outras infecções comuns são por Streptococcus, Mycobacterium e Brucella.:p. 359 É altamente incomum que a bursite séptica seja causada por organismos anaeróbios, fungos ou bactérias gram-negativas.:p. 608 Em casos muito raros, a infecção pode ser causada por tuberculose.

## Diagnóstico

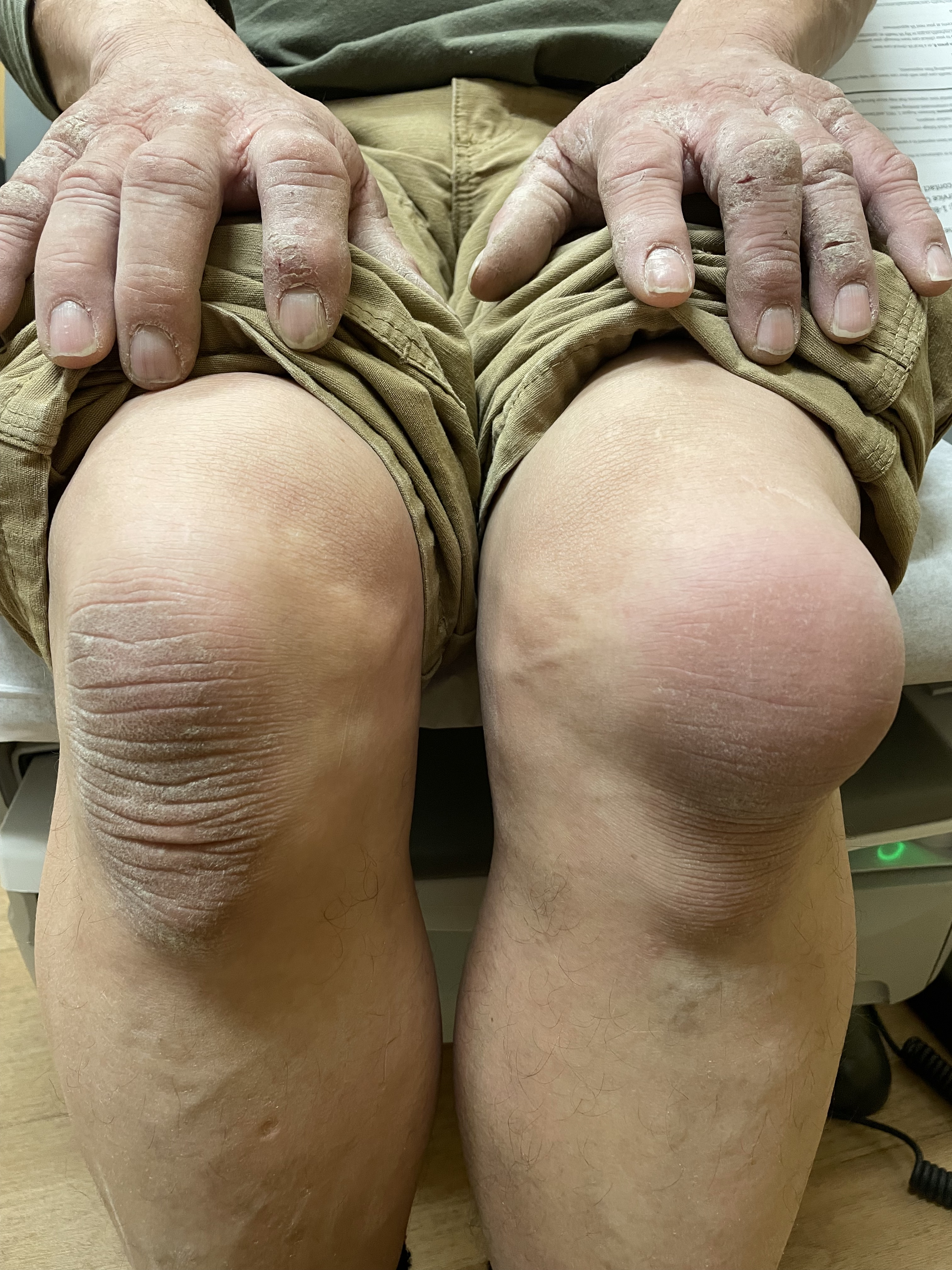
Bursite pré-patelar asséptica do lado esquerdo.

Existem vários tipos de inflamação que podem causar dor no joelho, incluindo entorses, bursite e lesões no menisco. O diagnóstico de bursite pré-patelar pode ser feito com base em um exame médico e na presença de fatores de risco na anamnese da pessoa; inchaço e sensibilidade na parte frontal do joelho, combinados com uma profissão que exige ajoelhamento frequente, sugerem bursite pré-patelar. O inchaço de várias articulações, juntamente com a restrição da amplitude de movimento, pode indicar artrite.:p. 608
O exame médico e a anamnese geralmente não são suficientes para distinguir entre bursite infecciosa e não infecciosa; a aspiração do fluido bursal geralmente é necessária para isso, juntamente com uma cultura celular e coloração de Gram do fluido aspirado.:p. 360 A bursite pré-patelar séptica pode ser diagnosticada se o fluido apresentar uma contagem de neutrófilos acima de 1.500 por microlitro,:p. 608 um limite significativamente mais baixo do que o da artrite séptica (50.000 células por microlitro).:p. 360 Uma infecção por tuberculose pode ser confirmada por meio de uma radiografia do joelho e uranálise.

## Prevenção
É possível prevenir o aparecimento da bursite pré-patelar ou evitar que os sintomas piorem, evitando traumas no joelho ou ajoelhamento frequente.:p. 610 As joelheiras protetoras também podem ajudar a prevenir a bursite pré-patelar para pessoas cujas profissões exigem ajoelhamento frequente e para atletas que praticam esportes de contato, como futebol americano, basquete e luta livre.

## Tratamento
A bursite pré-patelar não séptica pode ser tratada com repouso, aplicação de gelo na área afetada e medicamentos anti-inflamatórios, principalmente o ibuprofeno. A elevação da perna afetada durante o repouso também pode acelerar o processo de recuperação. Casos graves podem exigir punção aspirativa por agulha fina do fluido da bursa, às vezes associada a injeções de cortisona. No entanto, alguns estudos demonstraram que as injeções de esteroides podem não ser uma opção de tratamento eficaz. Após o tratamento da bursite, exercícios de reabilitação podem ajudar a melhorar a mecânica da articulação e reduzir a dor crônica.:p. 2320
As opiniões variam com relação às opções de tratamento mais eficazes para a bursite pré-patelar séptica.:p. 360 McAfee e Smith recomendam o uso de antibióticos orais, geralmente oxacilina sódica ou cefradina, e afirmam que a cirurgia e a drenagem são desnecessárias.:p. 609 Wilson-MacDonald argumenta que os antibióticos orais são “inadequados” e recomenda antibióticos intravenosos para o controle da infecção. Alguns autores sugerem a irrigação cirúrgica da bursa por meio de um tubo subcutâneo.:p. 360 Outros sugerem que a bursectomia pode ser necessária para casos intratáveis; a operação é um procedimento ambulatorial que pode ser realizado em menos de meia hora.:p. 357 

## Epidemiologia
Os vários apelidos associados à bursite pré-patelar decorrem do fato de que ela ocorre comumente em pessoas cujas profissões exigem ajoelhamento frequente, como carpinteiros, tapeceiros, jardineiros, empregadas domésticas, mecânicos, mineiros, encanadores e telhadistas.:p. 607 A incidência exata da doença não é conhecida; é difícil estimá-la porque somente os casos sépticos graves exigem internação hospitalar, e os casos leves não sépticos geralmente não são relatados.:p. 607 Ela afeta todas as faixas etárias, mas é mais provável que seja séptica quando ocorre em crianças.